# Owen Motor Car Company
Owen Motor Car Company war ein US-amerikanischer Hersteller von Automobilen.

## Unternehmensgeschichte
Ralph R. Owen, Angus Smith und Frank E. Robson gründeten im Januar 1910 das Unternehmen. Der Sitz war in Detroit in Michigan. Sie begannen mit der Produktion von Automobilen. Der Markenname lautete Owen.
Sie erkannten, dass die Produktion einerseits und der Verkauf andererseits zwei verschiedene Probleme darstellten. Ralph Owen kontaktierte seinen Bruder Raymond M. Owen, der mit seiner R. M. Owen & Company Fahrzeuge der Reo Motor Car Company verkaufte.
Im Oktober 1910 kaufte Reo die Owen Motor Car Company auf. Die drei Inhaber erhielten dafür Geschäftsanteile. Reo montierte aus vorhandenen Teilen noch 35 Fahrzeuge, die über Reo-Händler verkauft wurden. 1911 endete die Produktion von Fahrzeugen der Marke Owen. Das Werk in Detroit hatte die Krit Motor Car Company übernommen.
Ralph und Raymond Owen gründeten später die Owen Magnetic Motor Car Corporation, Hersteller des Owen Magnetic.

## Fahrzeuge
Das einzige Modell war der 50 HP. Er hatte einen Vierzylindermotor. 120,65 mm Bohrung und 152,4 mm Hub ergaben 6969 cm³ Hubraum und 50 PS Leistung. Das Fahrgestell hatte 305 cm Radstand. Auffallend waren die 42 Zoll großen Reifen. Fortschrittlich war der Wählhebel für das Schaltgetriebe in Fahrzeugmitte.
Zur Wahl standen Tourenwagen, Close-Coupled-Tourenwagen und Runabout für jeweils 3200 US-Dollar. Daneben gab es eine Limousine für 4800 Dollar.